# Kang Si-ra
Kang Si-ra (Hangul: 강시라), es una cantante surcoreana, anteriormente concursante de Produce 101. Lanzó su primer EP, Sira, el 19 de enero de 2017.

## Discografía

### Extend play
| Título | Detalles del álbum                                                                                       | Posiciones | Ventas |
| Título | Detalles del álbum                                                                                       | KOR        | Ventas |
| ------ | --- | ---------- | ------ |
| Sira   | - Lanzamiento: 19 de enero de 2017 - Etiqueta: Chungchun Música, CJ E&M - Formatos: CD, descarga digital | 52         |        |

### Sencillos
| Título                                  | Año  | Posiciones posiciones | Ventas (DL) | Álbum |
| Título                                  | Año  | KOR                   | Ventas (DL) | Álbum |
| --------------------------------------- | ---- | --------------------- | ----------- | ----- |
| "Don't Wanna Forget" (못 잊어)          | 2017 | —                     |             | Sira  |
| "—" denota versiones que no gráficaron. |      |                       |             |       |

### Banda sonora
| Año  | Título                         | Álbum    |
| ---- | ------------------------------ | -------- |
| 2017 | "Because Of You" (니가 있기에) | Duel OST |